# 佩特连科沃农村居民点
佩特连科沃农村居民点（俄语：Петренковское сельское поселение）是俄罗斯联邦沃罗涅日州奥斯特罗戈日斯克区所属的一个农村居民点。其下辖有3个居民点，行政中心为佩特连科沃。据2016年统计，该农村居民点的人口为988人。